# U20ラグビー日本代表
U20ラグビー日本代表（アンダートゥエンティ（にじゅう）ラグビーにほんだいひょう）は、日本ラグビーフットボール協会（JRFU）によって編成される20歳以下のナショナルチームである。
2024年までは、毎年6月から7月にかけて開催の「ワールドラグビーU20チャンピオンシップ」またはその下部リーグ「U20トロフィー」へ出場していた。
2025年にU20トロフィー出場が見込まれていたが、U20トロフィーが廃止となった。

## 直近の動向
2025年4月16日にワールドラグビーは「U20トロフィー」を開催しないことを発表したため、上位大会（U20チャンピオンシップ）への出場権を持たないU20日本代表の活動機会は、例年より少なくなった。
2025年5月に、ニュージーランド学生代表（NZU）が来日し、その第1戦を大分スポーツ公園（大分県大分市）で行った。
| 日付                          | 開始時間                      | 対戦相手                        | 結果                     | 会場                                                                 | 特記事項                       | 備考              |
| ----------------------------- | ----------------------------- | ------------------------------- | ------------------------ | -------------------------------------------------------------------- | ------------------------------ | ----------------- |
| 2025年 4月19日(土) - 27日(日) | 2025年 4月19日(土) - 27日(日) | U20日本代表候補 関西合宿        | U20日本代表候補 関西合宿 | J-GREEN堺（大阪府堺市堺区）                                          | RH大阪・花園L・神戸Sと練習試合 | [ 8 ]             |
| 2025年 5月16日(金)            | 16:00                         | ニュージーランド学生代表（NZU） | ○ 52-45                  | 大分スポーツ公園 クラサスサッカー・ラグビー場Aコート（大分県大分市） | NZU来日 第1戦                  | [ 5 ] [ 6 ] [ 7 ] |

## ジュニア・ジャパンとの違い
U23で構成されるジュニア・ジャパン（2012年発足）は、ワールドカップ2019に向けた若手育成プロジェクトの一環で、U23対象の大会「ワールドラグビーパシフィックチャレンジ」向けに、短期間で結成されていたチームである。しかし2023年はU23チーム作らず、ジュニア・ジャパンのチームをU20日本代表で構成し出場した。
2024年4月開催「ワールドラグビーパシフィックチャレンジ2024（World Rugby Pacific Challenge 2024）」ついてワールドラグビーは、日本・フィジー・サモア・トンガによるU23のA代表（第2代表）育成大会であり、「2024年4月10日時点で23歳以下の選手23名と、18歳以上で年齢を問わない5名の選手」をチーム構成要件を明示している。
上記のように、現在の日本代表U23ユースチームは「ジュニア・ジャパン」ではなく、「U20日本代表」あるいは、それに若干のシニア選手を加えた「JAPAN XV」として出場している。

## JAPAN XV
JAPAN XV（ジャパン・フィフティーン）は、ラグビー日本代表（シニアの正代表）の「第2代表（「A代表」とも呼ぶ）」となるチームである。現在、以下のようなチーム構成がある。（詳しくは「JAPAN XV」を参照）
- シニアチーム「JAPAN XV」- ラグビー日本代表メンバー（正代表、シニア選手）で構成されるが、キャップ対象にならない試合のため、チーム呼称を「JAPAN XV」とする。2024年6月・7月に実施のマオリ・オールブラックス と対戦。
- ユースチーム「JAPAN XV」- U20日本代表メンバーが主体だが、20歳を越えたU23選手を5人加えてチーム呼称を「JAPAN XV」とする。2024年4月に開催のU23大会「ワールドラグビーパシフィックチャレンジ2024」に出場し、フィジーの第2代表「フィジー・ウォリアーズ（FIJI WARRIORS）」、サモアのプロチーム「マヌマ・サモア（MANUMA SAMOA）」、トンガの第2代表「トンガA（TONGA A）」と対戦。この大会はかつてU23日本代表チーム「ジュニア・ジャパン」が出場していた。

## 歴史
2008年に、それまでのジュニア世代U19・U21の世界大会が、U20に統合された。現在、ワールドラグビーU20チャンピオンシップ（1部）とワールドラグビーU20トロフィー（2部）に分かれ、それぞれ対戦している。
海外で開催される大会向けに結成されるため、原則として国内での対戦は無いが、国内強化試合を2013年4月30日にNZU（ニュージーランド学生代表）と江戸川区陸上競技場で、5月11日にシンガポール代表と熊谷ラグビー場で行った。
U20日本代表は、2019年のU20トロフィーで優勝したことで、次回のワールドラグビーU20チャンピオンシップへ昇格したが、新型コロナウイルス感染症の世界的流行により、2020年・2021年・2022年の3回が中止された。 
2022年11月30日にロブ・ペニーがヘッドコーチに就任した。 
2023年5月、これまでU23のジュニア・ジャパンが出場していた「ワールドラグビーパシフィックチャレンジ」を、6月のU20チャンピオンシップへの準備ととらえ、U20日本代表で構成した「ジュニア・ジャパン」として出場し、1勝2敗で4チーム中3位。 
2023年5月27日、U20チャンピオンシップに備えた強化試合として秩父宮ラグビー場でニュージーランド学生代表（NZU）と対戦し、勝利した。U20日本代表が国内で公式戦を行うのは10年ぶり。 
2023年6月24日～7月14日に、4年ぶりにU20チャンピオンシップ（上位12か国の大会）が南アフリカで開催。プール戦も順位決定戦も全敗し、12チームの最下位に終わった。次回トロフィーへ降格となった。
2023年8月17日、大久保直弥がヘッドコーチに就任した。U20日本代表候補合宿を、2024年3月4日～8日は熊谷市で、12日～15日は豊田市で実施し、それぞれ埼玉パナソニックワイルドナイツ、トヨタヴェルブリッツと練習試合も行う。
2024年は、4月にサモアで開催されるA代表（第2代表）育成大会「ワールドラグビーパシフィックチャレンジ2024」には、U20日本代表チームをもとに若干のシニア選手を加えた「JAPAN XV（ジャパン・フィフティーン）」として出場し、2020年大会以来の優勝を果たした。7月の「ワールドラグビーU20トロフィー2024」（2部）では優勝を逃し、「ワールドラグビーU20チャンピオンシップ」（1部）への昇格はできず、U20トロフィー3位となった。
U20トロフィー3位を受け、2025年U20トロフィーへの出場権をかけて、予選大会「アジアラグビーU19チャンピオンシップ」での勝利が必要となった。そのため、2024年12月にU19日本代表が11年ぶりに結成された（ヘッドコーチはU20大久保直弥が担当）。しかし2025年4月16日、ワールドラグビーはU20トロフィーの廃止と、翌年（2026年）からの新設大会（ワールドラグビーU20チャレンジャーカップ、World Rugby U20 Challenger Cup）開催を発表した。
2025年5月16日、ニュージーランド学生代表（NZU）が来日し、その第1戦をU20日本代表と行う。

## 戦績

### 国際大会の戦績
2008年、U19とU21のカテゴリーが統合されU20になり、同年からU20の世界大会ジュニアワールドチャンピオンシップ（全16チーム）を開催。
2010年から2024年まで、1部リーグ「チャンピオンシップ」（12チーム）と2部リーグ「トロフィー」（8チーム）に分かれて実施。チャンピオンシップ最下位チームと、トロフィー優勝チームは、次回大会で入れ替わる。U20日本代表は、2016年から2023年まで「トロフィー全勝で昇格」→「チャンピオンシップ全敗で降格」を繰り返していた。
| 年   | 大会                                                                                                | 部門                                                                                                | 月日       | 勝敗       | 点         | 相手                              | 備考                                                                                                |
| ---- | --------------------------------------------------------------------------------------------------- | --------------------------------------------------------------------------------------------------- | ---------- | ---------- | ---------- | --------------------------------- | --------------------------------------------------------------------------------------------------- |
| 2008 | IRB ジュニアワールド チャンピオンシップ 2008                                                        | プールD                                                                                             | 6月6日     | ●          | 17-53      | フランス                          | [ 35 ] [ 36 ]                                                                                       |
| 2008 | IRB ジュニアワールド チャンピオンシップ 2008                                                        | プールD                                                                                             | 6月10日    | ●          | 10-33      | ウェールズ                        | [ 35 ] [ 37 ]                                                                                       |
| 2008 | IRB ジュニアワールド チャンピオンシップ 2008                                                        | プールD                                                                                             | 6月14日    | ●          | 20-24      | イタリア                          | プール戦4チーム中4位となる                                                                          |
| 2008 | IRB ジュニアワールド チャンピオンシップ 2008                                                        | 13-16位決勝戦                                                                                       | 6月18日    | ●          | 5-17       | トンガ                            | [ 35 ] [ 38 ]                                                                                       |
| 2008 | IRB ジュニアワールド チャンピオンシップ 2008                                                        | 15-16位決定戦                                                                                       | 6月21日    | ○          | 44-8       | アメリカ合衆国                    | 16チーム中15位                                                                                      |
| 2009 | IRB ジュニアワールド チャンピオンシップ 2009                                                        | プールB                                                                                             | 6月5日     | ●          | 0-43       | イングランド                      | [ 40 ]                                                                                              |
| 2009 | IRB ジュニアワールド チャンピオンシップ 2009                                                        | プールB                                                                                             | 6月9日     | ●          | 20-29      | サモア                            | [ 40 ]                                                                                              |
| 2009 | IRB ジュニアワールド チャンピオンシップ 2009                                                        | プールB                                                                                             | 6月13日    | ●          | 7-12       | スコットランド                    | プール戦4チーム中4位となる                                                                          |
| 2009 | IRB ジュニアワールド チャンピオンシップ 2009                                                        | 13-16位決勝戦                                                                                       | 6月17日    | ●          | 15-21      | イタリア                          | [ 40 ]                                                                                              |
| 2009 | IRB ジュニアワールド チャンピオンシップ 2009                                                        | 15-16位決定戦                                                                                       | 6月21日    | ○          | 54-17      | ウルグアイ                        | 16チーム中15位                                                                                      |
| 2010 | IRBジュニア ワールドラグビー トロフィー 2010                                                        | プールB                                                                                             | 5月18日    | ○          | 31-17      | ロシア                            | [ 44 ] [ 45 ]                                                                                       |
| 2010 | IRBジュニア ワールドラグビー トロフィー 2010                                                        | プールB                                                                                             | 5月22日    | △          | 20-20      | ジンバブエ                        | [ 44 ] [ 45 ]                                                                                       |
| 2010 | IRBジュニア ワールドラグビー トロフィー 2010                                                        | プールB                                                                                             | 5月26日    | ○          | 38-17      | カナダ                            | プール戦で1位となる                                                                                 |
| 2010 | IRBジュニア ワールドラグビー トロフィー 2010                                                        | 決勝戦                                                                                              | 5月30日    | ●          | 7-36       | イタリア · （プールA 1位）        | トロフィー（2部）8チーム中2位となり1部への昇格を逃す。次回はアジア予選から始まる                    |
| 2010 | U20アジアラグビー ジュニアチャンピオンシップ （IRBジュニア ワールドラグビー トロフィー アジア予選） | U20アジアラグビー ジュニアチャンピオンシップ （IRBジュニア ワールドラグビー トロフィー アジア予選） | 8月22日    | ○          | 114-3      | シンガポール                      | [ 47 ] [ 48 ] [ 49 ]                                                                                |
| 2010 | U20アジアラグビー ジュニアチャンピオンシップ （IRBジュニア ワールドラグビー トロフィー アジア予選） | U20アジアラグビー ジュニアチャンピオンシップ （IRBジュニア ワールドラグビー トロフィー アジア予選） | 8月25日    | ○          | 92-3       | スリランカ                        | [ 48 ] [ 49 ]                                                                                       |
| 2010 | U20アジアラグビー ジュニアチャンピオンシップ （IRBジュニア ワールドラグビー トロフィー アジア予選） | U20アジアラグビー ジュニアチャンピオンシップ （IRBジュニア ワールドラグビー トロフィー アジア予選） | 8月28日    | ○          | 48-3       | 香港                              | 優勝。翌年のジュニアワールドラグビートロフィー出場権を得た                                          |
| 2011 | IRBジュニア ワールドラグビー トロフィー 2011                                                        | プールB                                                                                             | 5月24日    | ○          | 37-24      | ジンバブエ                        | [ 50 ] [ 51 ] [ 52 ]                                                                                |
| 2011 | IRBジュニア ワールドラグビー トロフィー 2011                                                        | プールB                                                                                             | 5月28日    | ○          | 30-15      | カナダ                            | [ 51 ] [ 53 ]                                                                                       |
| 2011 | IRBジュニア ワールドラグビー トロフィー 2011                                                        | プールB                                                                                             | 6月1日     | ○          | 14-29      | ジョージア                        | プール戦で1位となる                                                                                 |
| 2011 | IRBジュニア ワールドラグビー トロフィー 2011                                                        | 決勝戦                                                                                              | 6月5日     | ●          | 24-31      | サモア · （プールA 1位）          | トロフィー（2部）8チーム中2位となり、1部への昇格を逃す。次回はアジア予選から始まる                  |
| 2011 | U20アジアラグビー ジュニアチャンピオンシップ （IRBジュニア ワールドラグビー トロフィー アジア予選） | U20アジアラグビー ジュニアチャンピオンシップ （IRBジュニア ワールドラグビー トロフィー アジア予選） | 6月26日    | ○          | 54-29      | スリランカ                        | [ 55 ]                                                                                              |
| 2011 | U20アジアラグビー ジュニアチャンピオンシップ （IRBジュニア ワールドラグビー トロフィー アジア予選） | U20アジアラグビー ジュニアチャンピオンシップ （IRBジュニア ワールドラグビー トロフィー アジア予選） | 6月29日    | ○          | 69-0       | タイ                              | [ 55 ]                                                                                              |
| 2011 | U20アジアラグビー ジュニアチャンピオンシップ （IRBジュニア ワールドラグビー トロフィー アジア予選） | U20アジアラグビー ジュニアチャンピオンシップ （IRBジュニア ワールドラグビー トロフィー アジア予選） | 7月2日     | ○          | 38-8       | 香港                              | 優勝。翌年のジュニアワールドラグビートロフィー出場権を得た                                          |
| 2012 | IRBジュニア ワールドラグビー トロフィー 2012                                                        | プールB                                                                                             | 6月18日    | ○          | 39-36      | ジンバブエ                        | [ 59 ] [ 60 ]                                                                                       |
| 2012 | IRBジュニア ワールドラグビー トロフィー 2012                                                        | プールB                                                                                             | 6月22日    | ○          | 38-35      | カナダ                            | [ 59 ]                                                                                              |
| 2012 | IRBジュニア ワールドラグビー トロフィー 2012                                                        | プールB                                                                                             | 6月26日    | ○          | 36-29      | ジョージア                        | プール戦で1位となる                                                                                 |
| 2012 | IRBジュニア ワールドラグビー トロフィー 2012                                                        | 決勝戦                                                                                              | 6月30日    | ●          | 33-37      | アメリカ合衆国 · （別プール 1位） | トロフィー（2部）8チーム中2位となり、1部への昇格を逃す                                              |
| 2013 | IRBジュニア ワールドラグビー トロフィー 2013                                                        | プールB                                                                                             | 5月28日    | ○          | 40-20      | ウルグアイ                        | [ 63 ] [ 64 ] [ 65 ]                                                                                |
| 2013 | IRBジュニア ワールドラグビー トロフィー 2013                                                        | プールB                                                                                             | 6月1日     | ●          | 15-39      | カナダ                            | [ 66 ] [ 67 ]                                                                                       |
| 2013 | IRBジュニア ワールドラグビー トロフィー 2013                                                        | プールB                                                                                             | 6月5日     | ○          | 43-22      | トンガ                            | プールBで2位となる                                                                                  |
| 2013 | IRBジュニア ワールドラグビー トロフィー 2013                                                        | 3位決定戦                                                                                           | 6月9日     | ●          | 35-38      | チリ · （プールA 2位）            | トロフィー（2部）8チーム中4位となる                                                                 |
| 2014 | IRBジュニア ワールドラグビー トロフィー 2014                                                        | プールB                                                                                             | 4月7日     | ●          | 28-33      | ウルグアイ                        | [ 75 ] [ 76 ]                                                                                       |
| 2014 | IRBジュニア ワールドラグビー トロフィー 2014                                                        | プールB                                                                                             | 4月11日    | ○          | 34-28      | ナミビア                          | [ 77 ] [ 78 ]                                                                                       |
| 2014 | IRBジュニア ワールドラグビー トロフィー 2014                                                        | プールB                                                                                             | 4月15日    | ○          | 37-12      | カナダ                            | プールBで1位となる                                                                                  |
| 2014 | IRBジュニア ワールドラグビー トロフィー 2014                                                        | 決勝戦                                                                                              | 4月19日    | ○          | 35-10      | トンガ · （プールA 1位）          | トロフィー優勝。次回ワールドラグビーU20チャンピオンシップへ昇格                                     |
| 2015 | オセアニア ジュニアチャンピオンシップ2015                                                           | オセアニア ジュニアチャンピオンシップ2015                                                           | 5月1日     | ●          | 0–75       | ニュージーランド                  | [ 86 ] [ 87 ]                                                                                       |
| 2015 | オセアニア ジュニアチャンピオンシップ2015                                                           | オセアニア ジュニアチャンピオンシップ2015                                                           | 5月5日     | ●          | 31-47      | オーストラリア                    | [ 88 ] [ 89 ]                                                                                       |
| 2015 | オセアニア ジュニアチャンピオンシップ2015                                                           | オセアニア ジュニアチャンピオンシップ2015                                                           | 5月9日     | ●          | 30-33      | サモア                            | 4チーム中4位                                                                                        |
| 2015 | ワールドラグビー U20チャンピオンシップ 2015                                                         | プールA                                                                                             | 6月2日     | ●          | 7-59       | イングランド                      | [ 93 ] [ 94 ] [ 95 ] [ 96 ]                                                                         |
| 2015 | ワールドラグビー U20チャンピオンシップ 2015                                                         | プールA                                                                                             | 6月6日     | ●          | 7-47       | フランス                          | [ 97 ] [ 98 ]                                                                                       |
| 2015 | ワールドラグビー U20チャンピオンシップ 2015                                                         | プールA                                                                                             | 6月10日    | ●          | 3-6        | ウェールズ                        | プールA最下位                                                                                       |
| 2015 | ワールドラグビー U20チャンピオンシップ 2015                                                         | 9-12位決定戦                                                                                        | 6月15日    | ○          | 29-12      | サモア                            | [ 102 ] [ 103 ]                                                                                     |
| 2015 | ワールドラグビー U20チャンピオンシップ 2015                                                         | 9-10位決定戦                                                                                        | 6月20日    | ●          | 21-38      | アルゼンチン                      | 最終順位は12チーム中10位                                                                            |
| 2016 | ワールドラグビー U20チャンピオンシップ 2016                                                         | プールA                                                                                             | 6月7日     | ●          | 19-59      | 南アフリカ共和国                  | [ 109 ] [ 110 ] [ 111 ]                                                                             |
| 2016 | ワールドラグビー U20チャンピオンシップ 2016                                                         | プールA                                                                                             | 6月11日    | ●          | 14-46      | フランス                          | [ 112 ] [ 113 ]                                                                                     |
| 2016 | ワールドラグビー U20チャンピオンシップ 2016                                                         | プールA                                                                                             | 6月15日    | ●          | 20-39      | アルゼンチン                      | プールA最下位                                                                                       |
| 2016 | ワールドラグビー U20チャンピオンシップ 2016                                                         | 9-12位決定戦                                                                                        | 6月20日    | ●          | 27-41      | フランス                          | [ 117 ] [ 118 ]                                                                                     |
| 2016 | ワールドラグビー U20チャンピオンシップ 2016                                                         | 11-12位決定戦                                                                                       | 6月25日    | ●          | 17-41      | イタリア                          | チャンピオンシップ最下位となり次回トロフィーへ降格                                                  |
| 2017 | ワールドラグビー U20トロフィー 2017                                                                 | プールA                                                                                             | 8月29日    | ○          | 28-22      | チリ                              | [ 124 ] [ 125 ]                                                                                     |
| 2017 | ワールドラグビー U20トロフィー 2017                                                                 | プールA                                                                                             | 9月2日     | ○          | 50-12      | カナダ                            | [ 126 ] [ 127 ]                                                                                     |
| 2017 | ワールドラグビー U20トロフィー 2017                                                                 | プールA                                                                                             | 9月6日     | ○          | 33-13      | ナミビア                          | プールAで1位となる                                                                                  |
| 2017 | ワールドラグビー U20トロフィー 2017                                                                 | 決勝戦                                                                                              | 9月10日    | ○          | 14-3       | ポルトガル · （プールB 1位）      | トロフィー優勝。次回チャンピオンシップへ昇格                                                        |
| 2018 | ワールドラグビー U20チャンピオンシップ 2018                                                         | プール戦                                                                                            | 5月30日    | ●          | 0–67       | ニュージーランド                  | [ 133 ] [ 134 ] [ 135 ]                                                                             |
| 2018 | ワールドラグビー U20チャンピオンシップ 2018                                                         | プール戦                                                                                            | 6月3日     | ●          | 19–54      | オーストラリア                    | [ 136 ] [ 137 ] [ 138 ]                                                                             |
| 2018 | ワールドラグビー U20チャンピオンシップ 2018                                                         | プール戦                                                                                            | 6月7日     | ●          | 17–18      | ウェールズ                        | [ 139 ] [ 140 ] [ 141 ]                                                                             |
| 2018 | ワールドラグビー U20チャンピオンシップ 2018                                                         | 9-12位決定戦                                                                                        | 6月12日    | ●          | 22–24      | ジョージア                        | [ 142 ] [ 143 ] [ 144 ]                                                                             |
| 2018 | ワールドラグビー U20チャンピオンシップ 2018                                                         | 11-12位決定戦                                                                                       | 6月17日    | ●          | 33–39      | アイルランド                      | チャンピオンシップ最下位となり次回トロフィーへ降格                                                  |
| 2019 | 2019 オセアニアラグビー U20チャンピオンシップ                                                       | 2019 オセアニアラグビー U20チャンピオンシップ                                                       | 4月26日    | ●          | 14–62      | オーストラリア                    | [ 148 ] [ 149 ]                                                                                     |
| 2019 | 2019 オセアニアラグビー U20チャンピオンシップ                                                       | 2019 オセアニアラグビー U20チャンピオンシップ                                                       | 4月30日    | ●          | 12-87      | ニュージーランド                  | [ 150 ] [ 151 ]                                                                                     |
| 2019 | 2019 オセアニアラグビー U20チャンピオンシップ                                                       | 2019 オセアニアラグビー U20チャンピオンシップ                                                       | 5月4日     | ●          | 37-59      | フィジー                          | 4チーム中4位                                                                                        |
| 2019 | ワールドラグビー U20トロフィー 2019                                                                 | プールA                                                                                             | 7月9日     | ○          | 56–24      | ブラジル                          | [ 155 ] [ 156 ]                                                                                     |
| 2019 | ワールドラグビー U20トロフィー 2019                                                                 | プールA                                                                                             | 7月13日    | ○          | 46–31      | ウルグアイ                        | [ 157 ] [ 158 ]                                                                                     |
| 2019 | ワールドラグビー U20トロフィー 2019                                                                 | プールA                                                                                             | 7月17日    | ○          | 48–34      | ケニア                            | プールAで1位となる                                                                                  |
| 2019 | ワールドラグビー U20トロフィー 2019                                                                 | 決勝戦                                                                                              | 7月21日    | ○          | 35–34      | ポルトガル · （プールB 1位）      | トロフィー優勝。U20チャンピオンシップへ昇格                                                         |
| 2020 | 開催されず                                                                                          | 開催されず                                                                                          | 開催されず | 開催されず | 開催されず | 開催されず                        | 新型コロナウイルス感染症の世界的流行のため                                                          |
| 2021 | 開催されず                                                                                          | 開催されず                                                                                          | 開催されず | 開催されず | 開催されず | 開催されず                        | 同上                                                                                                |
| 2022 | 開催されず                                                                                          | 開催されず                                                                                          | 開催されず | 開催されず | 開催されず | 開催されず                        | 同上                                                                                                |
| 2023 | ワールドラグビー U20チャンピオンシップ 2023                                                         | プールA                                                                                             | 6月24日    | ●          | 12-75      | フランス                          | [ 166 ] [ 167 ] [ 168 ]                                                                             |
| 2023 | ワールドラグビー U20チャンピオンシップ 2023                                                         | プールA                                                                                             | 6月29日    | ●          | 19-41      | ウェールズ                        | [ 169 ] [ 170 ] [ 171 ]                                                                             |
| 2023 | ワールドラグビー U20チャンピオンシップ 2023                                                         | プールA                                                                                             | 7月4日     | ●          | 19-62      | ニュージーランド                  | [ 172 ] [ 173 ] [ 174 ]                                                                             |
| 2023 | ワールドラグビー U20チャンピオンシップ 2023                                                         | 9-12位決定戦                                                                                        | 7月9日     | ●          | 20-45      | アルゼンチン                      | [ 175 ] [ 176 ] [ 177 ]                                                                             |
| 2023 | ワールドラグビー U20チャンピオンシップ 2023                                                         | 11-12位決定戦                                                                                       | 7月14日    | ●          | 27-45      | イタリア                          | チャンピオンシップ最下位となり次回トロフィーへ降格                                                  |
| 2024 | ワールドラグビー U20トロフィー 2024                                                                 | プールA                                                                                             | 7月2日     | ○          | 105-20     | 香港                              | [ 180 ] [ 181 ]                                                                                     |
| 2024 | ワールドラグビー U20トロフィー 2024                                                                 | プールA                                                                                             | 7月8日     | ○          | 81-7       | サモア                            | [ 182 ] [ 183 ]                                                                                     |
| 2024 | ワールドラグビー U20トロフィー 2024                                                                 | プールA                                                                                             | 7月13日    | ●          | 10-46      | スコットランド                    | プールAの2位となり、チャンピオンシップ昇格ならず                                                    |
| 2024 | ワールドラグビー U20トロフィー 2024                                                                 | 3位決定戦                                                                                           | 7月17日    | ○          | 75-22      | ウルグアイ                        | プールAとプールBの同順位（2位）どうしで対戦し、大会3位となった。次回U20トロフィーへの出場権を失う。 |
| 2024 | アジアラグビーU19チャンピオンシップ 2024                                                            | 1回戦                                                                                               | 12月18日   | ○          | 100-5      | U19台湾                           | ワールドラグビーU20トロフィー2025への出場権をかけたアジア予選大会。U19日本代表が結成された。        |
| 2024 | アジアラグビーU19チャンピオンシップ 2024                                                            | 決勝戦                                                                                              | 12月22日   | ○          | 64-3       | U19香港                           | ワールドラグビーU20トロフィー2025への出場権をかけたアジア予選大会。U19日本代表が結成された。        |
| 2025 | ニュージーランド学生代表遠征 第1戦 （大分スポーツ公園）                                             | ニュージーランド学生代表遠征 第1戦 （大分スポーツ公園）                                             | 5月16日    | ○          | 52-45      | ニュージーランド学生代表 (NZU)    | 第2戦・第3戦はJAPAN XVが対戦。                                                                      |

## 歴代監督・ヘッドコーチ・チームディレクター

### U20日本代表 監督/ヘッドコーチ
| 就任日 （発表日） | 役職 | 氏名         | 就任（発表）当時の所属・肩書                                         | 担当した主な大会・対戦 | 備考                                            |
| ----------------- | ---- | ------------ | -------------------------------------------------------------------- | --- | ----------------------------------------------- |
| 2008年3月21日     | 監督 | 薫田真広     | 東芝府中監督退任直後                                                 | IRBジュニアワールドチャンピオンシップ2008 IRBジュニアワールドチャンピオンシップ2009                                                                          | [ 191 ]                                         |
| 2010年3月25日     | HC   | 元木由記雄   | 神戸製鋼コベルコスティーラーズ 現役引退直後                          | IRBジュニアワールドラグビートロフィー2010 U20アジアラグビージュニアチャンピオンシップ2010 IRBジュニアワールドラグビートロフィー2011                          | [ 192 ]                                         |
| 2011年6月16日     | 監督 | 高崎利明     | 伏見工業高校監督                                                     | U20アジアラグビージュニアチャンピオンシップ2011 | [ 193 ]                                         |
| 2012年1月27日     | 監督 | 中竹竜二     | 日本ラグビーフットボール協会                                         | IRBジュニアワールドラグビートロフィー2012 | [ 194 ]                                         |
| 2013年2月27日     | HC   | 沢木敬介     | サントリーサンゴリアス ヘッドコーチ                                  | IRBジュニアワールドラグビートロフィー2013 IRBジュニアワールドラグビートロフィー2014                                                                          | [ 195 ]                                         |
| 2014年9月26日     | HC   | 中竹竜二     | 日本ラグビーフットボール協会                                         | ワールドラグビーU20チャンピオンシップ2015 ワールドラグビーU20チャンピオンシップ2016                                                                          | [ 196 ]                                         |
| 2017年1月20日     | HC   | 遠藤哲       | ジュニア・ジャパン・日本代表・U20日本代表 各FWコーチ、関西大学コーチ | ワールドラグビーU20トロフィー2017 ワールドラグビーU20チャンピオンシップ2018                                                                                  | [ 197 ]                                         |
| 2019年2月11日     | 監督 | 水間良武     | パナソニックワイルドナイツ コーチ                                    | ワールドラグビーU20トロフィー2019 | [ 198 ]                                         |
| 2022年11月30日    | HC   | ロブ・ペニー | 浦安D-Rocks 強化アドバイザー                                         | ワールドラグビーU20チャンピオンシップ2023 | [ 199 ]                                         |
| 2023年8月17日     | HC   | 大久保直弥   | 静岡ブルーレヴズ アシスタントコーチ退任後                            | ワールドラグビーパシフィックチャレンジ2024 ワールドラグビーU20トロフィー2024 アジアラグビーU19チャンピオンシップ2024 2025年ニュージーランド学生代表（NZU）戦 | [ 200 ] [ 201 ] [ 202 ] [ 203 ] [ 204 ] [ 205 ] |

### U20日本代表 チームディレクター
- 中山光行（2023年12月1日 - ）[206]